# Cubocephalus aquilonius
Cubocephalus aquilonius är en stekelart som beskrevs av Henry Keith Townes, Jr. och Gupta 1962. Cubocephalus aquilonius ingår i släktet Cubocephalus och familjen brokparasitsteklar. Inga underarter finns listade i Catalogue of Life.